# Parvovirose

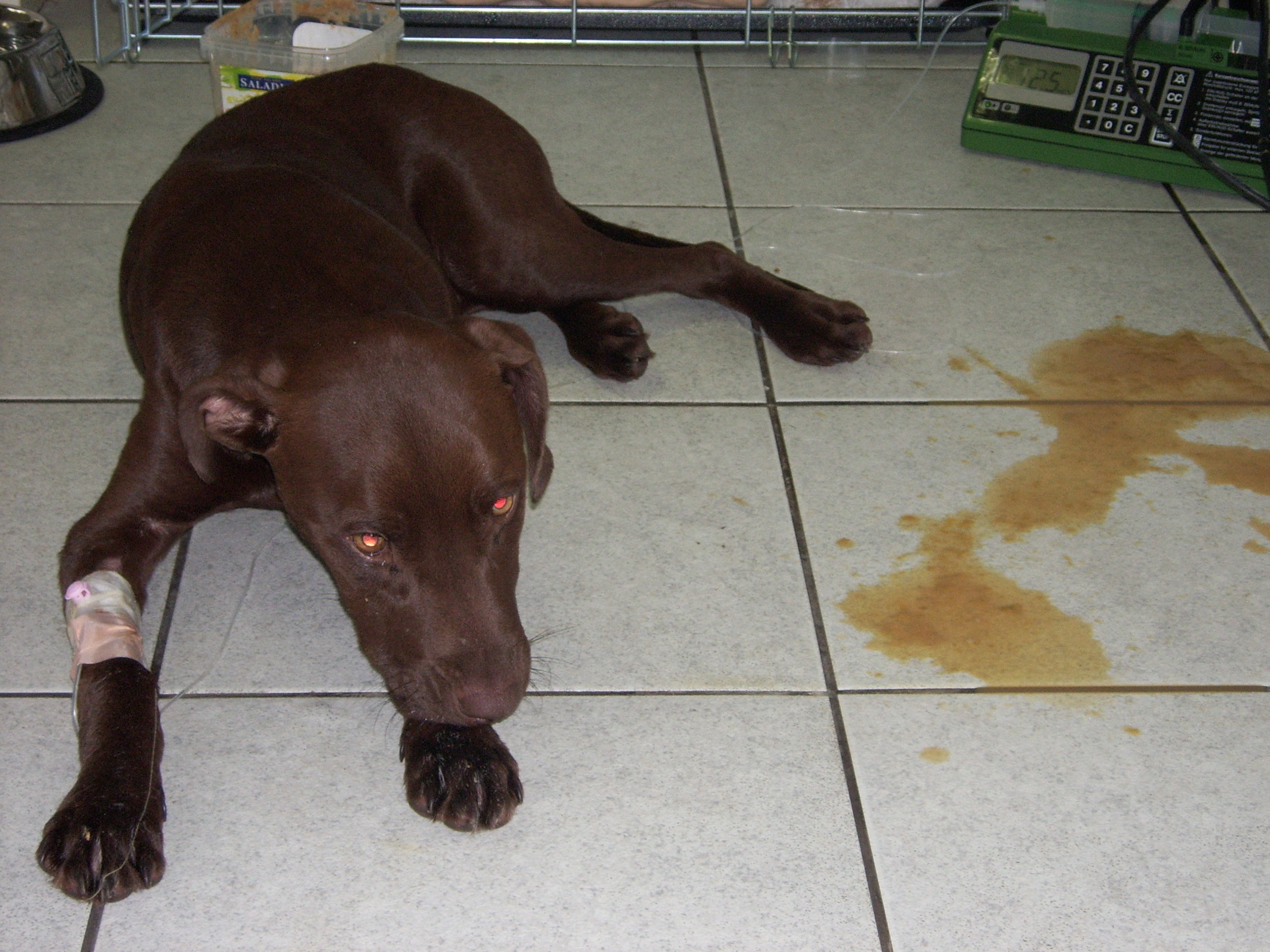
Parvovirose bei einem drei Monate alten Hund

Als Parvovirose wird eine hoch ansteckende und akut verlaufende Infektionskrankheit von Hunden bezeichnet, die durch das Canine Parvovirus verursacht wird. Ihrem klinischen Verlauf nach wird sie auch als Hundepanleukopenie bezeichnet und ist hinsichtlich ihres Verursachers und der durch ihn hervorgerufenen Symptome eng verwandt mit der Katzenseuche sowie der infektiösen Panleukopenie der Marderartigen. Bei Menschen kann das wesentlich weniger gefährliche Parvovirus B19 Erkrankungen auslösen. Bei Schweinen verursacht das porzine Parvovirus das SMEDI-Syndrom.
Am empfänglichsten für die Erkrankung sind Welpen im Alter von 2 bis 16 Wochen und alte Hunde.

## Erreger
Auslöser der Erkrankung ist das Canine Parvovirus (CPV-2), welches erstmals 1977 beschrieben wurde und seitdem in verschiedenen Subtypen (CPV2a-c) auftritt.
Die Vermehrung des Virus findet im Zellkern der betroffenen Zelle statt und benötigt hierbei Funktionen, die nur während der Zellteilung vorliegen. Der Erreger ist gegenüber Umwelteinflüssen sehr unempfindlich. Bei Raumtemperatur bleibt er über ein Jahr infektiös, die meisten handelsüblichen Desinfektionsmittel vermögen ihn nicht zu inaktivieren. Zu den gegen das Virus wirksamen Substanzen zählen Natriumhypochlorit, Formaldehyd und Glutaraldehyd.

## Pathogenese
Der Erreger dringt über die Nasen- und Maulschleimhaut in den Körper ein. Die Inkubationszeit beträgt 2 bis 10 Tage. Da das Virus zur Vermehrung Zellen mit hoher Teilungsrate benötigt, befällt es besonders die sich fortwährend stark regenerierenden Zellen des Darmepithels, des Knochenmarks und des lymphatischen Systems. Ferner kann der Herzmuskel befallen sein, auch Embryoschädigungen sind beschrieben. Von der Krankheit werden vor allem Jungtiere befallen, deren eigenes Immunsystem noch nicht genügend entwickelt ist. Die Ausscheidung erfolgt hauptsächlich über den Kot, möglicherweise auch mittels Speichel und Erbrochenem. Infolge seiner hohen Widerstandsfähigkeit bleibt der Erreger lange infektiös und wird mittels Beschnuppern oder Belecken kontaminierter Oberflächen von einem neuen Wirt aufgenommen. Als Überträger kommen gleichfalls mit dem erkrankten Tier in Berührung gekommene Menschen in Frage (Hundebesitzer, Händler, Tierärzte, über Schuhwerk verschlepptes Virusmaterial). Obgleich für die Erkrankung Hunde aller Altersgruppen empfänglich sind, werden die schwersten Krankheitsverläufe bei Welpen beobachtet.

## Symptome
Die Erkrankung kündigt sich mit dem Auftreten von Fieber (39,5–41,5 °C), verminderter Futteraufnahme und Teilnahmslosigkeit an. Entsprechend den befallenen Organsystemen dominieren etwa 6–12 Stunden nach den ersten Anzeichen vor allem Symptome des Magen-Darm-Traktes und des Abwehrsystems. Neben dem Auftreten starker, oftmals blutiger Durchfälle kommt es zu einer starken Abnahme weißer Blutkörperchen (Leukopenie) und damit einer Verminderung der Abwehrfähigkeit des erkrankten Organismus, der daher für bakterielle Sekundärinfektionen besonders empfänglich ist.
Neben diesen Symptomen zeigen die betroffenen Tiere während des gesamten Krankheitsverlaufes die bereits eingangs aufgetretenen Symptome Mattigkeit, Fressunlust, Austrocknung und Fieber. Mit dem Kot werden große Mengen hochinfektiösen Erregermaterials ausgeschieden. Bei schweren Verlaufsformen tritt innerhalb von 24 bis 48 Stunden der Tod ein. Drei bis zwölf Wochen alte Hunde sterben häufig an der Infektion, ohne dass es vorher zur Ausprägung klinischer Symptome gekommen ist. Hier kommt es infolge des Befalls des Herzmuskels zum akuten Versagen der Herz-Kreislauf-Funktion.

## Differentialdiagnose
Differentialdiagnostisch kommen vor allem Infektionen mit dem Staupe-Virus, Rota- und Coronaviren und Escherichia-coli-Infektionen in Betracht. Bei akuten Todesfällen von Welpen ist neben bakteriellen Septikämien die Hepatitis contagiosa canis eine mögliche Differentialdiagnose. Bei blutigem Durchfall muss auch ein Akutes Hämorrhagisches Diarrhoesyndrom, ein Hakenwurmbefall oder ein Fremdkörper im Darm in Betracht gezogen werden.

## Behandlung
Ein wesentliches diagnostisches und prognostisches Kriterium ist die Anzahl der Leukozyten, die bei typischen Verläufen auf Werte um 500 bis 3000 pro Mikroliter absinken (Leukopenie). Je niedriger dieser Wert ist, umso schlechter ist die Prognose. Die Viren lassen sich im Regelfall mittels eines praxistauglichen Schnelltests (Antigen-ELISA) aus dem Kot nachweisen. Ein Erregernachweis ist ebenfalls über Zellkulturen oder via PCR möglich. Eine indirekte Methode ist der Nachweis von Antikörpern aus dem Blut nicht geimpfter Hunde.
Eine Behandlung erkrankter Tiere zielt zunächst auf eine Stabilisierung des Patienten hin. Hierzu sind Infusionen nötig. Um bakterielle Infektionen zu vermeiden, bedarf es der Verabreichung von Antibiotika. Das Virus selbst wird durch die Applikation von Interferonen und Serum-Antikörpern bekämpft. Ein weiterer wesentlicher Aspekt der Krankheit ist die Einhaltung strikter Hygienemaßnahmen, um die Weiterverbreitung des Erregers zu verhindern.

## Prophylaxe
Vorbeugend gegen eine Infektion mit Parvovirose kann eine Impfung wirken. Daher sollten Hunde mittels einer Grundimmunisierung und anschließende Wiederauffrischungsimpfungen geschützt werden. Weil Hundewelpen oft noch sehr lange über einen Schutz durch mütterliche Antikörper verfügen, kann der richtige Zeitpunkt für den Beginn einer Grundimmunisierung variieren. Die Ständige Impfkommission Veterinärmedizin empfiehlt für junge Hunde eine Erstimpfung im Alter von acht Wochen, vier Wochen später die Zweitimpfung und mit 16 Wochen die dritte Vakzination sowie eine Wiederauffrischung nach 15 Monaten. Ab dem zweiten Lebensjahr ist eine Wiederauffrischung im dreijährlichen Rhythmus ausreichend. Sollte ein Welpe erst nach zwölf Lebenswochen erstmals geimpft werden, reichen zwei Impfungen im Abstand von drei bis vier Wochen sowie eine Auffrischung nach einem weiteren Jahr zur Grundimmunisierung. Es sind auch Impfstoffe verfügbar, mit denen Hunde bereits in der sechsten Lebenswoche geimpft werden können.